# Stenoptilia tenuis
Stenoptilia tenuis là một loài bướm đêm thuộc họ Pterophoridae. Nó được tìm thấy ở Bolivia, Colombia, Ecuador và Peru.
Sải cánh dài 18–23 mm. Con trưởng thành bay từ tháng 2 đến tháng 5.